# Cong
Cong (Gaelish: Conga) is een dorp dat deels in het graafschap Mayo en deels in het graafschap Galway ligt op de overgang tussen de meren Lough Corrib en Lough Mask.

## Bezienswaardigheden
- Ashford Castle
- Ruïne van Cong Abbey
- De mislukte kanaalverbinding tussen Galway en Sligo

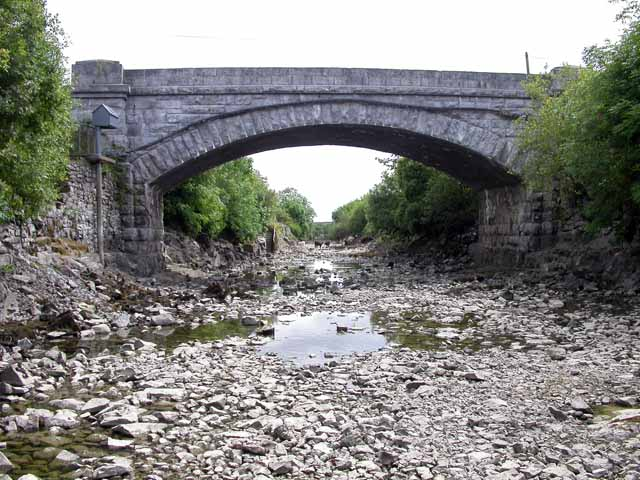
Carrownagowerbrug, Cong. Het leeglopende kanaal tussen Lough Corrib en Lough Mask

## Trivia
- De film The Quiet Man werd (deels) opgenomen in Cong.